# Chloropoea lachensis
Chloropoea lachensis är en fjärilsart som beskrevs av Ungemach 1932. Chloropoea lachensis ingår i släktet Chloropoea och familjen praktfjärilar. Inga underarter finns listade i Catalogue of Life.